# Tumeochrysa indica
Tumeochrysa indica är en insektsart som beskrevs av James George Needham 1909. Tumeochrysa indica ingår i släktet Tumeochrysa och familjen guldögonsländor. Inga underarter finns listade i Catalogue of Life.